# Pháo đài Thánh Phêrô và Phaolô
Pháo đài Thánh Phêrô và Phaolô - còn được gọi là Pháo đài thánh Piốt và Páplốp theo tên thánh viết theo tiếng Nga - (Tiếng Nga: Петропа́вловская кре́пость, Petropavlovskaya Krepost) là một pháo đài xây dựng tại Sankt-Peterburg, Nga vào năm 1703 dưới sắc lệnh của Nga hoàng Pyotr Đại đế. Pháo đài được thiết kế bởi Domenico Trezzini. Bên trong pháo đài có các công trình lịch sử như Đại giáo đường Thánh Phêrô và Phaolô, nơi các vị Nga hoàng từ Pyotr Đại đế (1682 - 1725) tới Aleksandr III (1881 - 1894) được mai táng; thi hài của các thánh tử vì đạo của Hoàng gia Romanov như Nga hoàng Nikolai II (1894 - 1918) và gia đình của ông. Ngoài ra bên trong pháo đài còn có các công trình kiến trúc như pháo đài Trubetskoy, Hầm mộ Đại Công tước và Nhà bảo tàng Thành phố Petrograd.

## Hình ảnh

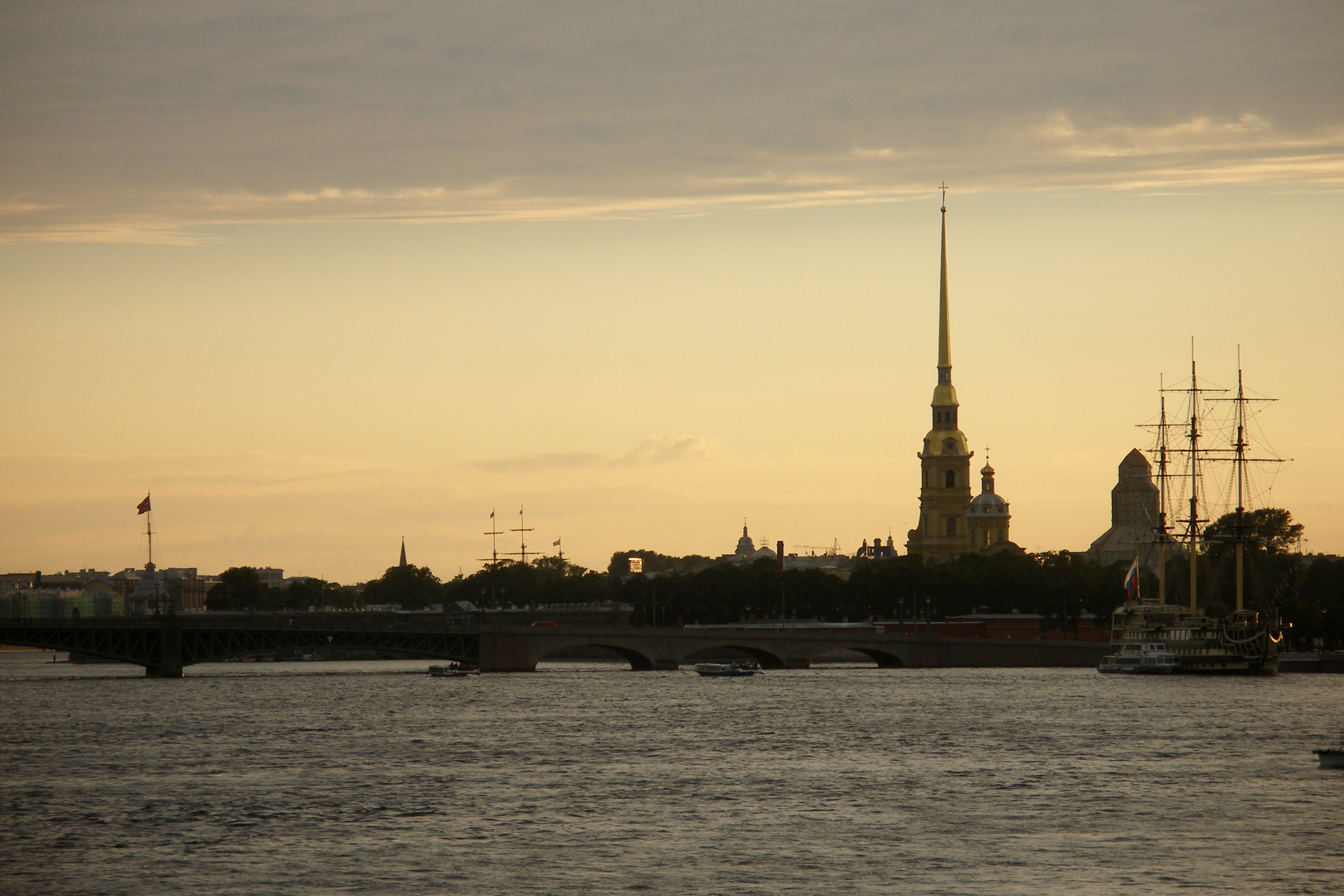
Đại giáo đường Thánh Phêrô và Phaolô.
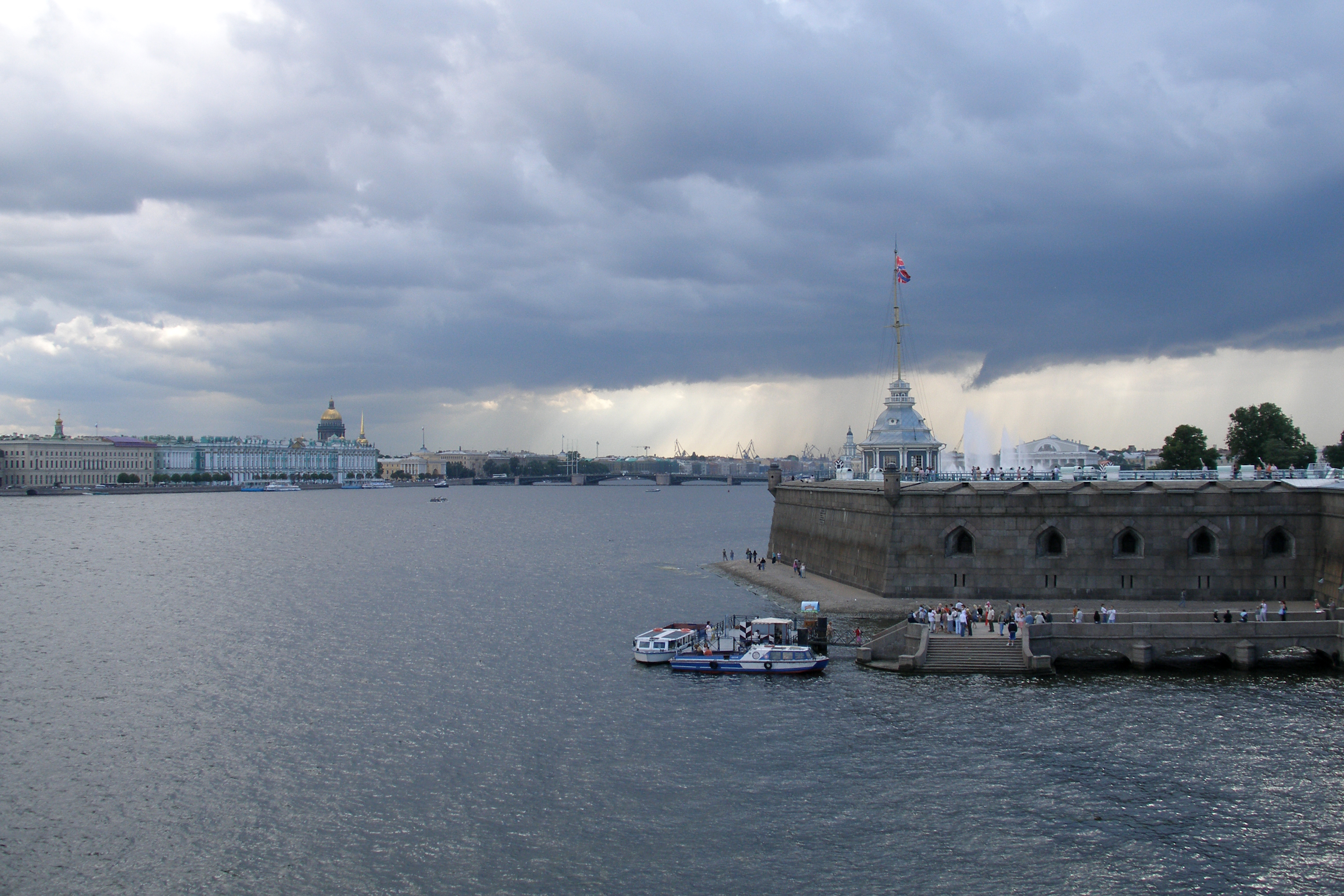